# Samuel Laski
Samuel Gotard Laski (polsk stavning Łaski), född 1553, död 1611, var en polsk militär och diplomat, son till reformatorn Jan Laski och dennes andra hustru Catherine, av brittisk börd.
Laski utmärkte sig i Stefan Bátorys krig i Livland, och blev efter dennes död sekreterare och rådgivare till Sigismund I, som då var kung över Sverige och Polen. (I Polen är han känd som Zygmunt III.)
I december 1597 sändes Laski med en beskickning till Stockholm för att medla i konflikten mellan Sigismund och dennes farbror hertig Karl. I uppdraget ingick också att för Sigismunds räkning skaffa underrättelser om det inhemska missnöjet med Karl. (Ärkebiskop Angermannus hade vid denna tid tagit ställning för Sigismund, och hertigens stöd bland ständerna var splittrat.) Laski såg klart att Karls verkliga plan var att fördriva sin brorson och själv tillskansa sig tronen, men varje försök att förmå hertigen till eftergifter visade sig vara fruktlöst. Laski återkom till Sverige i maj 1598 med nya medlingsbud, men också detta utan framgång.
Då Sigismund i juli 1598 återvände till Sverige med en polsk här för att med våld återta sitt arvrike, blev några av hans skepp stormdrivna och hamnade i Stockholms skärgård. Den snabbtänkte Laski, som var ombord på ett av skeppen, utnyttjade situationen och lyckades genom en kupp bemäktiga sig Stockholm, där han sedan, tillsammans med Klas Bielke, kom att sitta som ståthållare till krigsslutet. Sedan Sigismund den 25 september förlorat slaget vid Stångebro, blev dock Laskis ställning i Stockholm ohållbar, och han tvingades återvända med sitt krigsfolk till Polen.
År 1605 hade Laski medlingsuppdrag i Danzig; i den där pågående trätan mellan lutheraner och kalvinister.